# Mixed Media Show

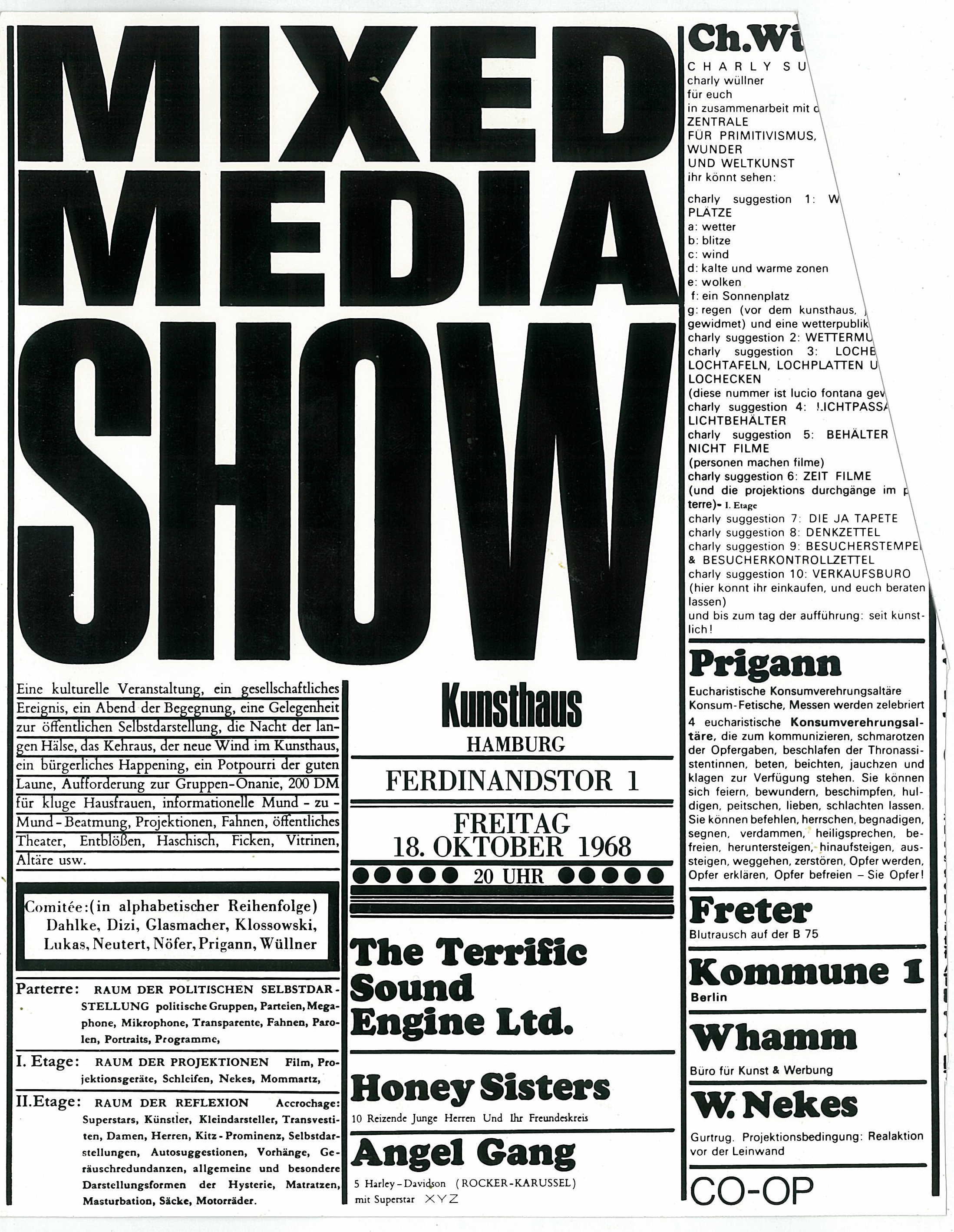
Ausschnitt des Plakates von Werner Nöfer, 1968

Mixed Media Show ist eine Performance mit Mixed Media. Im Besonderen war sie eine kulturelle Veranstaltung stark neo-dadaistischen Zuschnitts, die als total überfülltes und schließlich von der Polizei geschlossenes einmaliges Großereignis am Freitag, dem 18. Oktober 1968 im Kunsthaus Hamburg, damals noch Ferdinandstor 1, stattfand.

## Idee und Ziel
Die Idee entsprang einer kulturpolitischen Strategie der CO-OP Künstlercooperative Hamburg, die mit dieser Veranstaltung einen größeren Einfluss auf das Kunsthaus Hamburg nehmen wollte.

## Organisatoren
Organisatoren des Großereignisses waren acht Hamburger Künstler: Dato Dahlke,
Dizi (Dirk Zimmer), Dieter Glasmacher, Jürgen Klossowski, Natias Neutert, Werner Nöfer, Herman Prigann und Charly Wüllner.

## Stil
Das Plakat war wie ein Manifest gestaltet, mit absurden Behauptungen und surrealen Textfragmenten der Autoren in einer kaum erfassbaren Buchstabenwüste. Man versprach eine kulturelle Veranstaltung, ein gesellschaftliches Ereignis, einen Abend der Begegnung, eine Gelegenheit zur öffentlichen Selbstdarstellung, die Nacht der langen Hälse, das Kehraus, der neue Wind im Kunsthaus, ein bürgerliches Happening, inklusive einer Aufforderung zur Gruppen-Onanie, 200 DM für kluge Hausfrauen, informationelle Mund-zu-Mund-Beatmung, Projektionen, Fahnen, (...) Entblößen, Haschisch, Ficken, Vitrinen, Altäre usw. Die Wortwahl verriet in Tonfall und Stil die Herkunft von Dada und vom Merz sowie Einflüsse des aus den USA seit einiger Zeit nach Amsterdam, London und Köln übergreifenden Phänomens Happening.

## Ereignis
Das auf breite Neugier stoßende Ereignis war bereits Tage zuvor im Hamburger Abendblatt als „Riesenspektakel“ angekündigt worden, als eine „Mixtur aus Kunst, Politik und Happening.“ Es spielte sich in allen drei Etagen des Kunsthauses ab und war – ganz im Sinne des damals einflussreichen amerikanischen Medienphilosophen Marshall McLuhan – so angelegt, „daß alles gleichzeitig nebeneinander passiert.“ Es gab Objekte, Filme, Environments und Happening-Szenen zu sehen und aktiv mitzuerleben. Das Gerücht, man bekäme ein auf eine Autokarosse gefesseltes, blutbeflecktes und splitternacktes Mädchen zu sehen, sorgte für zusätzlichen Andrang. Vor Ort stellte sich dies allerdings als bemalte Schaufensterpuppe auf einer Installation des Bildhauers Bernd Freter mit dem Titel Blutrausch auf der B 75 heraus. Was von den Organisatoren als open end geplant war, wurde in den späten Abendstunden von der Polizei wegen Einsturzgefahr geschlossen.
Der bekannte Hamburger Anwalt Kurt Groenewold musste die Veranstalter und Künstler Werner Nöfer und Dieter Glasmacher in einem Prozess verteidigen, den ein Hamburger Staatsanwalt gegen die beiden eröffnet hatte. Vorwurf: Pornografie, Delikt: Abbildung eines nicht erigierten männlichen Geschlechtteils auf dem Plakat. Nach Erstellung eines Gutachtens durch den Direktor der Hamburger Kunsthalle Werner Hofmann wurde das Verfahren eingestellt.